# The Cult of Ray
Albums de Frank Black
Teenager of the Year
(1994) Frank Black and the Catholics
(1998)
Sorti en janvier 1996 chez Sony Music, The Cult of Ray est le troisième album solo de Frank Black. Le titre se réfère à Ray Bradbury.

## Liste des titres
1. The Marsist - 4:10
2. Men in Black - 3:01
3. Punk Rock City - 3:39
4. You ain't me - 2:40
5. Jesus was right - 2:58
6. I don't want to hurt you (every single time) - 3:02
7. Mosh, don't pass the guy - 2:59
8. Kicked in the Taco - 2:23
9. The Creature crawling - 2:50
10. The Adventure and the resolution - 2:58
11. Dance War - 2:05
12. The Cult of Ray - 3:42
13. The Last stand of Shazeb Andleeb - 4:41

L'album est également sorti en édition limitée incluant un second CD.
1. Village of the Sun - 3:32
2. Baby, that's Art - 2:05
3. Everybody got the Beat - 1:51
4. Can I Get a Witness - 3:59

## Musiciens
- Frank Black (chant, guitare)
- Nick Vincent (basse, batterie)
- David McCaffrey (basse)
- Scott Boutler (batterie)
- Lyle Workman (guitare)